# Prognichthys tringa
El volador panámico o volador tringa (Parexocoetus hillianus) es una especie de pez beloniforme de la familia exocétidos, distribuido por la costa este del océano Pacífico, desde el golfo de California hasta Ecuador. Pescado con escasa comercialización.

## Anatomía
Con la forma del cuerpo similar a la de otras especies de peces voladores, la longitud máxima descrita es de 16 cm. Sin espinas en las aletas, con 9 a 11 radios blandos en la aleta dorsal y 7 a 9 en la anal.

## Hábitat y biología
Es una especie marina de aguas pelágico-neríticas de clima tropical, en aguas costeras y con comportamiento oceanódromo. Puede saltar fuera del agua y recorrer considerables distancias planeando sobre la superficie.
La reproducción es ovípara, con huevos que se sujetan mediante filamentos a cualquier objeto flotante, y con larvas planctónicas.